# Кольчане
Кольчане (исп. Colchane) — посёлок в Чили в провинции Тамаругаль и области Тарапака.
Административный центр одноимённой коммуны.
Территория — 4015,6 км². Численность населения — 1 728 жителя (2017). Плотность населения — 0,43 чел./км².

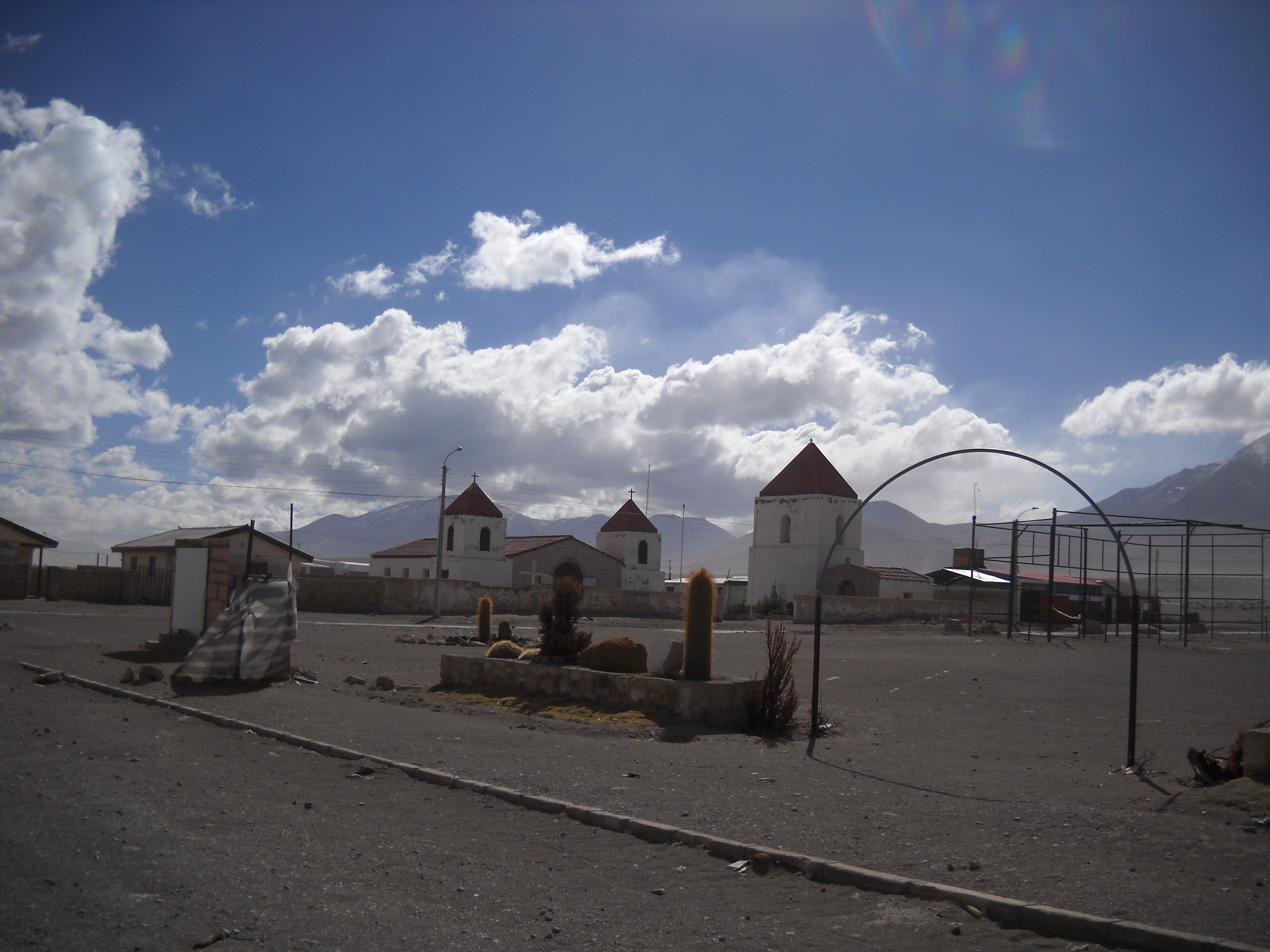
Церковь в Кольчане

## Расположение
Посёлок расположен у подножия вулканов Тата-Сабайя и Ислуга в 190 км на северо-восток от административного центра области города Икике.
Коммуна граничит:
- на северо-востоке — департамент Оруро (Боливия)
- на юго-востоке — Оруро (Боливия)
- на юго-западе — коммуны Каминья, Уара, Пика
- на северо-западе — коммуна Камаронес, Путре

## История
Коммуна была создана 8 сентября 1970 под названием Лос-Кондорес и составлена из части коммун Писагуа и Уара. В 1979 она сменила название на Кольчане.

## Достопримечательности
В настоящее время Кольчане это посёлок с постом карабинеров, пунктом первой помощи, деревенской школой и таможней. В близком населенном пункте Карикима (1 час в юго-восток), встречается единственный аэропорт с асфальтированной ВПП.

### Церкви коммуны Кольчане
- Церковь Святого Томаса в Ислуга
- Церковь в Карауано
- Церковь в Ачаута
- Церковь в Котасайя
- Церковь в Мауке
- Церковь в Карикима

## Демография
Согласно сведениям, собранным в ходе переписи 2017 г  Национальным институтом статистики (INE),  население коммуны составляет:
| Полное население                          | Полное население                          | Полное население                          | Полное население                          | Полное население                          | 1 728 |
| ----------------------------------------- | ----------------------------------------- | ----------------------------------------- | ----------------------------------------- | ----------------------------------------- | ----- |
| в том числе:                              | Городское население                       | 0                                         | Процент городского населения, %           | 0                                         |       |
|                                           | Сельское население                        | 1 728                                     | Процент сельского населения, %            | 100                                       |       |
|                                           | Мужское население                         | 995                                       | Процент мужского населения, %             | 57,58                                     |       |
|                                           | Женское население                         | 733                                       | Процент женского населения, %             | 42,42                                     |       |
| Плотность населения, чел/км²              | Плотность населения, чел/км²              | Плотность населения, чел/км²              | Плотность населения, чел/км²              | Плотность населения, чел/км²              | 0,43  |
| Население коммуны в % к населению области | Население коммуны в % к населению области | Население коммуны в % к населению области | Население коммуны в % к населению области | Население коммуны в % к населению области | 0,52  |

| Динамика изменения населения коммуны | Динамика изменения населения коммуны | Динамика изменения населения коммуны | Динамика изменения населения коммуны |
| ------------------------------------ | ------------------------------------ | ------------------------------------ | ------------------------------------ |
| 1992                                 | 2002                                 | 2012                                 | 2017                                 |
| 1555                                 | 1649▲                                | 1384▼                                | 1728▲                                |

## Важнейшие населенные пункты
| № | Название     | Название (кит.) | Статус  | Население чел. (2017) | На карте                        |
| - | ------------ | --------------- | ------- | --------------------- | ------------------------------- |
| 1 | Кольчане     | Colchane        | поселок | 258                   | 19°16′33″ ю. ш. 68°38′17″ з. д. |
| 2 | Эскапинья    | Escapiña        | деревня | 109                   | 19°16′37″ ю. ш. 68°41′27″ з. д. |
| 3 | Писига-Карпа | Pisiga-Carpa    | деревня | 103                   | 19°16′39″ ю. ш. 68°37′32″ з. д. |
| 4 | Кебе         | Quebe           | деревня | 80                    | 19°27′26″ ю. ш. 68°48′58″ з. д. |
| 5 | Котасая      | Cotasaya        | деревня | 74                    | 19°17′01″ ю. ш. 68°39′06″ з. д. |
| 6 | Карикима     | Cariquima       | деревня | 73                    | 19°28′07″ ю. ш. 68°38′41″ з. д. |